# CS Pogoń Auchel
Club Sportif Pogoń Auchel – polonijny klub sportowy działający we francuskim mieście Auchel od 1924 r.

## Historia
Klub założono 24 kwietnia 1924 roku. Początkowo nosił nazwę: Klub Sportowy Pogoń Marles, ponieważ jego siedzibą było wtedy Marles-les-Mines. Założycielami klubu byli: Stanis, Walerian i Michel Budzinski, Joseph i Jean Owczarczak, François Kraska, Leon Kamalski, Adam Maczejewski, Lorenz Wottkowiak, Wladislas Winieski, François Hudzinski, Théophile Lisewski, Jean Mazur i Stackowiak.

### Pierwsze sukcesy
W 1926 roku klub zmienił nazwę na KS Pogoń Auchel i został polską sekcją klubu US Auchel. Francuski klub wyposaża i finansuje Pogoń, pod warunkiem, że może mieć w każdej drużynie trzech piłkarzy Pogoni. W tym samym czasie KS Pogoń, ze względu na to że francuska federacja piłkarska FFF nie zgadza się na to aby w jego rozgrywkach brały udział kluby w których gra więcej niż trzech cudzoziemców, rozgrywa mecze towarzyskie z drużynami francuskimi i zagranicznymi, pokonuje min. US Boulogne, remisuje z RC Lens i USL Dunkerque oraz dwukrotnie zwycięża Grasshopper Club.

### W PZPN
W sezonie 1931/32 Pogoń Auchel wchodzi do pierwszej ligi założonej w 1924 roku polskiej federacji piłkarskiej we Francji PZPN (Union Polonaise de Football en France). W sezonie 1932/33 Pogoń pokonuje Polonie Waziers 4:1 i zdobywa swój pierwszy tytuł mistrzowski w PZPN. W Boże Narodzenie w roku 1933, Pogoń rozgrywa mecz z reprezentacją Polski. Ponad 4000 widzów na stadionie ogląda zwycięstwo reprezentacji 2:1, zwycięskiego gola strzela dwie minuty przed końcem spotkania Karol Pazurek. W kolejnych dwóch sezonach Pogoń Auchel zdobywa ponownie mistrzostwo PZPN.

### Po wojnie
II Wojna Światowa powoduje zaprzestanie działalności, ale 15 października 1944, KS Pogoń zostaje reaktywowany. Po wojnie Klub zdobywa trzy nowe tytuły mistrza PZPN. W 1948 roku Pogoń rozgrywa mecz w polską reprezentacją Związków Zawodowych, który przegrywa 0:6. W 1953 roku Pogoń zostaje członkiem robotniczego związku FSGT (Fédération sportive et gymnique du travail), nie uznawanego przez francuską federacje piłkarską FFF. 
W dniu 21 czerwca 1964 roku, zarząd decyduje o zmianie statusu klubu z polskiego na francuski. Zmiana zostaje zatwierdzona 17 września 1964 roku przez francuskiego Ministra Spraw Wewnętrznych.

### W lidze regionalnej
W roku 1965, CS Pogoń wchodzi do Ligue Nord Pas de Calais, francuskiego związku FFF. W pierwszym sezonie, piłkarze zajęli drugie miejsce. W 1967 roku, zostali mistrzem i awansowali do trzeciej dywizji Ligue Nord. W następnym sezonie zdobywają również mistrzostwo i awansują do drugiej dywizji. W następnym roku, klub zajął drugie miejsce i awansował do pierwszej dywizji. Był to jeden z najlepszych okresów w powojennej historii klubu. W 1981 roku CS Pogoń awansuje do  Division Régionale.